# Jakub Nakládal
Jakub Nakládal (Pardubice, 30 dicembre 1987) è un hockeista su ghiaccio ceco.

## Palmarès

### Mondiali
- 1 medaglia:
  - 1 bronzo (Finlandia/Svezia 2012)